# 奥拉西奥·基罗加
奥拉西奥·西尔韦斯特雷·基罗加·福特萨（西班牙語：Horacio Silvestre Quiroga Forteza，1878年12月31日—1937年2月19日）乌拉圭剧作家、诗人、短篇小说家。基罗加的短篇小说以丛林为背景，用超自然和怪诞来反映人和动物为了生存的挣扎。他也擅长描写精神疾病和幻觉某些评论家认为，这一技能得益于他对埃德加·爱伦·坡的学习  在拉丁美洲魔幻现实主义作家比如加布里埃尔·加西亚·马尔克斯和后现代超现实主义作家比如胡里奥·科塔萨尔身上，也能见到基罗加的影响。

## 早年
奥拉西奥·基罗加生于乌拉圭的萨尔托。在家中排行第六，是普鲁登西奥·基罗加和帕斯托拉·福特萨的第二个儿子。这是一个中产家庭，基罗加降生时，他的父亲已当了十八年的阿根廷驻乌拉圭副领事。基罗加刚刚两个半月时，他父亲摆弄猎枪时因走火身亡。

### 培训和旅行

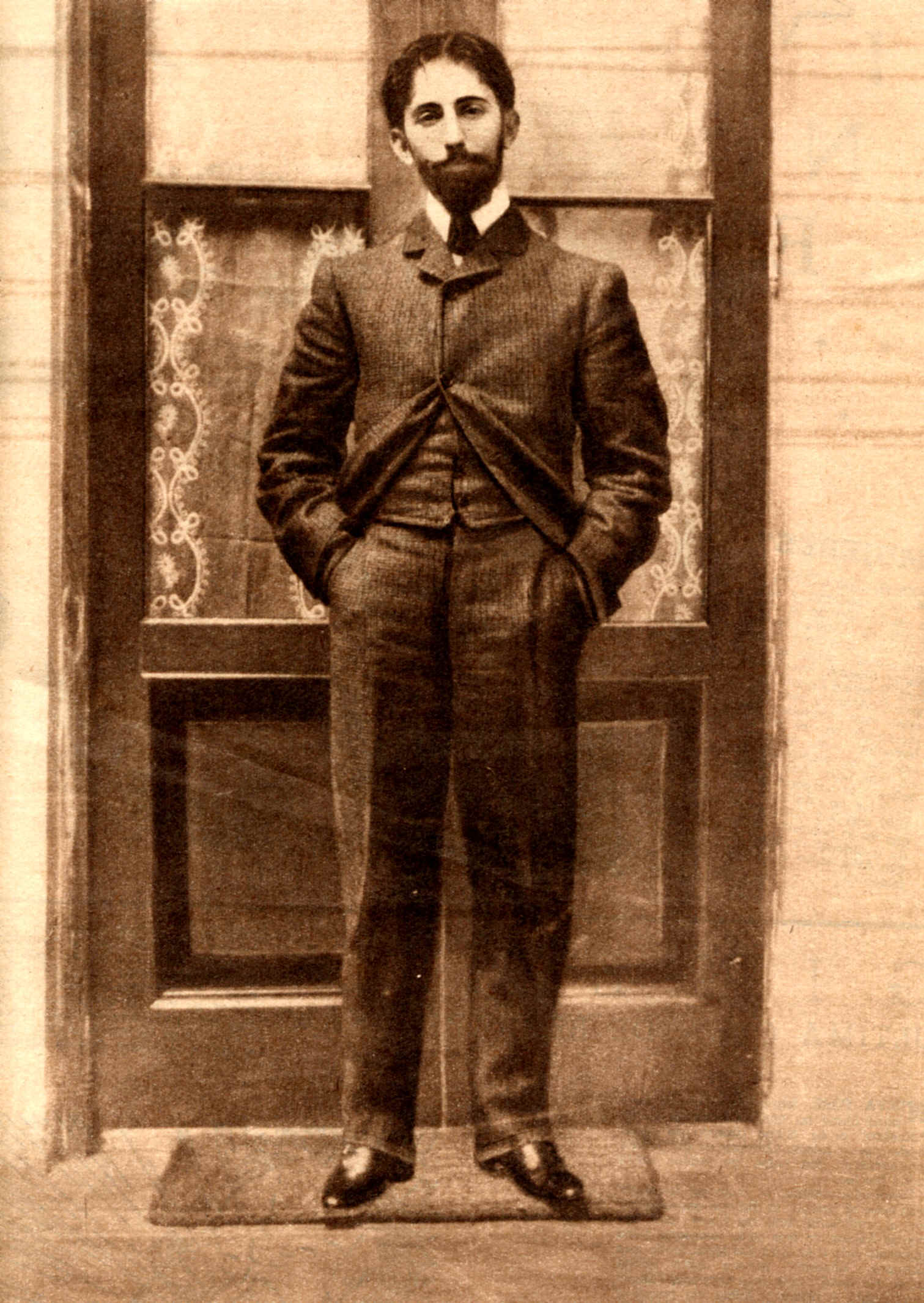
1897年的基罗加。

基罗加在蒙德维的亚的国家学院就读，还曾在综合理工学院接受技术训练。他兴趣广泛，对文学、化学、摄影、机械和乡村生活都很喜好。大约在此时，他创立了萨尔托自行车俱乐部，并且从萨尔托骑行到了120公里之外的派桑杜。也是在此时，基罗加再修理店工作，在店主儿子的影响下，基罗加开始对哲学发生兴趣。22岁的基罗加开始对诗歌感兴趣，读到了爱伦·坡和利奥波多·卢贡内斯的诗，他后来和后者成了好朋友。这段时间他尝试了多种诗歌表达方式，包括后浪漫主义，象征主义和现代主义。
1898年狂欢节期间，基罗加结识了玛丽·埃丝特·尤尔科夫斯基，但姑娘的犹太父母坚决反对这段关系，因为基罗加是一个，这对情侣被迫分手。这段感情催生了基罗加的两部重要作品《被屠杀者》和《爱的季节》。1899年基罗加再故乡创办了杂志“Revista de Salto”（1899）。同年，他的继父自杀身亡，基罗加目击了这一惨剧。继承了遗产之后，他到巴黎旅行了四个月。

### “对《快乐的科学》的思考”和早期作品
巴黎旅行归来，基罗加和他的朋友费德里科·费兰多、阿尔贝托·布里尼奥莱、胡里奥·豪雷什、费尔南德斯·萨尔达尼亚、何塞·哈斯达和阿斯德鲁巴尔·德尔加多一起创办了“对《快乐的科学》的思考”这一文学组织，进行试验性的写作来表达自己的感受和文学目标。1901年基罗加出版了自己的第一本书《珊瑚礁》，但出版的喜悦难掩他的表兄弟普鲁登西奥和帕斯托拉因伤寒去世。另一件不幸的事也发生了，他的朋友费德里科·费兰多收到记者赫爾曼·帕皮尼的评论，发起决斗。基罗加担忧朋友安全，就检验朋友要用的枪，检验时不慎走火，费兰多被枪击身亡。警察拘捕了基罗加，四天后事件被确认为意外，基罗加被释放。被悲伤和负罪感萦绕的基罗加解散了文学组织，从乌拉圭回到了阿根廷。他和姐姐玛莉亚住在一起。基罗加的姐夫帮他找到了一份教师的工作。1903年3月，他北任命为布宜诺斯艾利斯英国学校的卡斯蒂利亚语教授。

### 前往查科和返回布宜诺斯艾利斯
1903年6月，已经是有经验的摄影师的基罗加和自己的朋友利奥波多·卢贡内斯参与了阿根廷教育部组织的探险，调查米西奧內斯省的基督教传教遗址。米西奧內斯省的丛林带给基罗加强烈的震撼，也萦绕了他的后半生。他花费了六个月和自己剩余的遗产在查科省种植棉花。这一计划失败了，但基罗加的乡村生活因此而丰富，他更加了解乡野人民和文化，他的写作风格也随之有所改变。回到布宜诺斯艾利斯之后，基罗加满怀激情开始写短篇小说。1904年，他出版了短篇小说集《他人的罪恶》，这部短篇小说集深受爱伦·坡的影响。基罗加从不介意早期作品和爱伦坡的相像，并且终生都常提到爱伦坡是自己的第一位和主要的老师。
之后的两年基罗加专心创作短篇小说。大部分是乡野恐怖故事，也有一些给儿童写的故事。1907年他最著名的恐怖故事《羽毛枕头》刊登在阿根廷著名的杂志《面孔与面具》上。该杂志接连刊登了基罗加的八篇小说。基罗加逐步声名鹊起，有了数以千计的读者。

### 爱情与丛林
1906年基罗加决定回到自己热爱的丛林。利用政府对丛林利用的支持，他和文森特·贡扎波一起在上帕拉纳河畔买下了185公顷的土地。1908年冬天他移居到那里。基罗加爱上了自己的学生，因此创作了第一部长篇小说。基罗加对这段感情的坚持让女生的父母最终允许两人结婚并且允许他们到丛林中生活。但女生的父母始终担忧丛林的危险，最后也住到了丛林中离基罗加不远的地方。
1911年安娜·玛莉亚生下了第一个孩子。同年基罗加开始和朋友一起种田。他被任命为和平法官，但这一职位很不适合健忘、随性的基罗加。
次年基罗加的第二个儿子降生，基罗加亲自教育自己的孩子。让他们经历各种危险，锻炼他们应对困难。甚至把他们放到丛林里一个晚上，还曾让他们坐在悬崖边上，双腿悬空。他教女儿养野生动物，教儿子用猎枪，骑自行车和用独木舟。他的孩子们并未反对，还很开心，但他的妻子颇受惊吓，乃至绝望。基罗加的小说《儿子》（1935）就取材于这一段经历。
1912年到1915年间，基罗加已经是个熟练的棉花种植者了，他继续自己的探索。开始种橘子、挖煤，制造树脂。同时他也猎取和驯养野生动物。他的创作达到高峰期， Fray Mocho de Buenos Aires上发表了多篇以丛林为背景的小说，深受读者欢迎。在不断的争吵后，安娜·玛莉亚服下了氯化汞自杀。在经历了八天的痛苦之后，安娜·玛莉亚死于基罗加怀中，安娜的死亡让基罗加和他的两个孩子陷入绝望之中

### 布宜诺斯艾利斯
这一惨剧让基罗加和孩子离开丛林，回到布宜诺斯艾利斯。在朋友的帮助下，在乌拉圭领事馆工作。1917年基罗加带着儿女住在地下室中，处理着外交官事务的同时，继续创作短篇小说。在曼努埃尔·加尔维斯的建议下，他出版了短篇小说集《爱情、死亡的故事》，获得读者和评论界一致欢迎，奠定了他拉丁美洲短篇小说大师的地位。第二年，他搬到小公寓住，出版了《丛林故事》献给自己的孩子。
1919年他获得了提升，也出版了新的短篇小说集《被屠杀的人》。次年他和阿根廷、乌拉圭的一批知识分子创建了阿纳孔达社。他唯一的剧本也在次年完成。1922到1924年间，基罗加担任驻巴西文化参赞，并且出版了自己的新书“被抛弃的”。他还曾试着写影评和电影剧本。

### 新的爱情与结婚

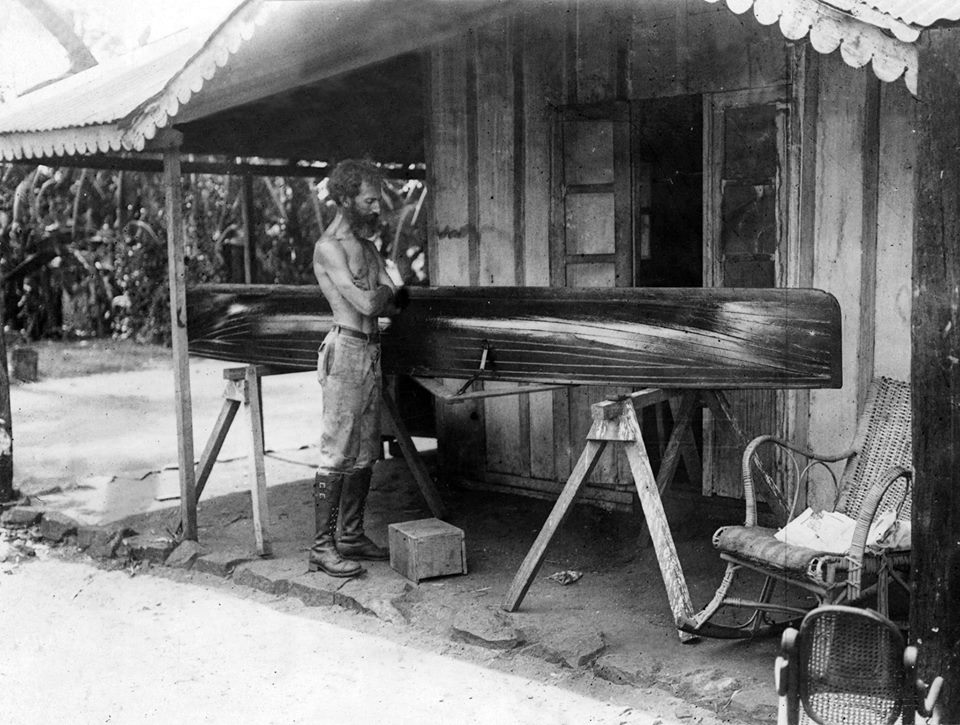
正在修理独木舟的基罗加，摄于1926年

不久，基罗加回到米西奧內斯。他爱上了安娜·玛丽亚·帕拉西奥。他想说服姑娘的父母让她来到丛林生活。对方坚决拒绝了这一请求，这促成了基罗加的第二部长篇小说《失去的爱》。1927年基罗加决定驯化野生动物，同时出版自己最新的短篇小说集《流放者》。他爱上了自己女儿的同学玛丽亚·埃琳娜·布拉沃，两人于当年结婚。

## 风格
基罗加在写动物时，能极为自然地把动物人格化。他笔下的动物都极具人性，不仅能与人交流感情，还有是非观念和道德仪式。如《巨龟》和《盲鹿》中的巨龟和小鹿，都展示了人和野生动物之间相互帮助的感人情景。看上去像童话的《虎孩》一篇中，则通过描绘天真无邪的孩子被社会的偏见和诱导逼成了野兽，揭示了社会的黑暗。《野蜂蜜》和他视为得意之作的《蟒蛇阿娜孔达》则呈现了丛林的恐怖。

## 主要作品
- 珊瑚礁 （诗集, 1901）
- 别人的罪行（1904）
- 羽毛枕头 （1907）
- 纠缠不清的爱情的故事 （Historia de un amor turbio,长篇小说, 1908）
- 爱情、疯狂和死亡的故事 （1917）
- 丛林故事 （1918）
- 野蛮人（1920）
- 被屠杀的人（Las sacrificadas, 剧本, 1920）
- 阿娜孔达（1921）
- 荒野（短篇小说集, 1924）
- The Beheaded Hen and Other Stories (stories, 1925)
- 流放者（短篇小说集, 1926）
- 过去的爱情（长篇小说, 1929）
- 更远些 (El más allá,短篇小说集, 1935)